# プロレノン
プロレノン(Prorenone)は、スピロノラクトン、カンレノン、メクスレノンに関連する合成ステロイドである。

## 化学合成
プロレノンは、カンレノンとヨウ化トリメチルスルホニウム、水素化ナトリウムからコーリー・チャイコフスキー反応によって合成される。